# میحل فرموته
میحل فرموته (اسپانیایی: Michel Vermote‎؛ زادهٔ ۳۱ مارس ۱۹۶۳) دوچرخه‌سوار اهل بلژیک است.